# Џорџ Роби
Сер Џорџ Едвард Вејд, (20. септембар 1869 — Saltdean, 29. новембар 1954), познат као Џорџ Роби, био је енглески комичар, певач и глумац у музичком позоришту, који је постао познат као један од највећих музићара крајем 19. и почетком 20. века.